# Таджикистан на зимових Олімпійських іграх 2006
Таджикистан на зимових Олімпійських іграх 2006 у Турині був представлений 1 спортсменом в 1 виді спорту. Країна вдруге брала участь у зимовій Олімпіаді. Таджицька делегація в Турині складалася з одного гірськолижника Андрія Дригіна. Він був прапороносцем на церемонії відкриття, а Абдуджафар Шаріпов виконував обов'язки на церемонії закриття. Шаріпов не брав участь у змаганнях на цих Олімпійських іграх.

## Гірськолижний спорт
| Спорстмен     | Дисципліна         | Спуск 1      | Спуск 2      | Разом        | Місце        |
| ------------- | ------------------ | ------------ | ------------ | ------------ | ------------ |
| Андрій Дригін | Гігантський слалом | не фінішував | не фінішував | не фінішував | не фінішував |
| Андрій Дригін | Швидкісний спуск   | n/a          | n/a          | 1:59.41      | 51           |
| Андрій Дригін | Супергігант        | n/a          | n/a          | 1:37.85      | 51           |